# Musulmán cultural
El término musulmán cultural es un término genérico que define a grupos de personas que están identificados por asociación a la comunidad musulmana más que a los rituales o fe islámicas.

## Concepto
Generalmente, un musulmán se define por su fe en la religión del Islam. Sin embargo en el mundo actual existen personas a que no creen en ninguna religión, como las personas que son agnósticas , las ateas o que no siguen las observaciones religiosas pero se identifican con la cultura musulmana debido al entorno familiar, experiencias personales o miedo al castigo por apostasía.  
El término difiere también del concepto árabe como cultura genérica de ámbito mayor.

## Cultura musulmana opuesta a la religión
Los musulmanes religiosos creen y practican el islam en diversos grados. Los musulmanes culturales pueden creer en el islam pero realizan ciertas prácticas islámicas por motivos culturales más que religiosos. Algunos aspectos de la cultura musulmana son:
- Nombres propios: el ejemplo más básico es el del nombre de la persona. Muchos nombres propios árabes parecen indicar que la persona nombrada es de creencia islámica, sin embargo, muchos árabes llevan nombres propios por sus ascendientes independientemente de sus creencias personales.
- Ceremonias públicas: debido a presiones familiares, los musulmanes culturales se adhieren a la forma tradicional de casamiento y funeral. Para los musulmanes religiosos, estos rituales vienen dictados por tradición religiosa a la que se está adherido estrictamente. Para los musulmanes culturales se trata de formalismo sin significado religioso.
- Caso turco: en Turquía, oficialmente el 99,8% de la población es considerada musulmana.[1] Sin embargo, el criterio utilizado para esta conclusión difiere con respecto al utilizado en el mundo occidental. La población turca comparte una cultura con una influencia muy fuerte de la religión islámica, sin embargo se puede aceptar la cultura turca sin aceptar la teología islámica (Kalam).